# Kebun Sungai Liput
Kebun Sungai Liput is een bestuurslaag in het regentschap Aceh Tamiang van de provincie Atjeh, Indonesië. Kebun Sungai Liput telt 1193 inwoners (volkstelling 2010).